# Владан Вукосављевић (политичар)
Владан Вукосављевић (Београд, 2. април 1962) српски је политичар. Бивши је Министар културе и информисања Републике Србије и секретар за културу града Београда.

## Биографија
Дипломирао је на Правном факултету у Београду. Имао је неколико студијских боравака у Француској и Немачкој, а похађао је и постдипломски специјалистички курс на Правном факултету на тему Међународни уговори.
Вукосављевић је радио у спољној трговини у београдском предузећу Универзал. Био је директор и власник предузећа за промет некретнинама и пружање правних услуга, а од 2002. године директор и сувласник предузећа за односе с јавношћу Logos public Relations.
На место секретара за културу Града Београда именован је 2013. године. Члан је Крунског кабинета породице Карађорђевић.
Као министар културе залагао се за заштиту ћириличног писма и доношење закона којим би се додатно заштитила и дао примат ћирилици, напомињући да се тиме не угрожава латинично писмо и употреба два писма од стране грађана.
Говори енглески и француски језик.

## Награде и признања
- Велики крст Ордена Белог орла, доделио престолонаследник Александар Карађорђевић (2017);[4]
- Орден Светог Саве другог степена, доделио патријарх српски Иринеј (3. октобар 2020).[5]